# Fabio Battesini
Fabio Battesini (Virgilio, 19 de febrero de 1912 - 17 de junio de 1987) fue un ciclista italiano que fue profesional entre 1930 y 1945, en que consiguió 22 victorias, entre ellas 4 etapas en el Giro de Italia y una en el Tour de Francia. Es el vencedor de etapa en el Tour de Francia más joven de la historia, lo hizo en 1931 con 19 años y 133 días.
Además de estos triunfos también consiguió varios récords del mundo de velocidad.

## Palmarés
- 1930
  - 1º en la Copa del Grande
  - 1º en el Critèrium de Virgiliano (contrarreloj)
  - 1º en la Copa invierno
- 1931
  - Vencedor de una etapa al Tour de Francia
- 1932
  - Vencedor de una etapa al Giro de Italia
- 1933
  - 1º en la Milán-Mantua
- 1934
  - Vencedor de una etapa al Giro de la Tripolitània
  - Vencedor de una etapa al Giro de Italia
- 1935
  - 1º en el Critérium de As de Cremona
  - 1º en el Giro de la Provincia de Milán y vencedor de una etapa, con Learco Guerra
- 1936
  - 1º en el Gran Premio de la Industria (contrarreloj)
  - Vencedor de una etapa al Giro de Italia
  - Vencedor de una etapa al Giro de la Provincia de Milán
- 1937
  - Vencedor de 2 etapas al Giro de la Provincia de Milán
  - Vencedor de una etapa al Giro de Italia (contrarreloj)
- 1938
  - 1º en el Critérium de As de Cremona
- 1939
  - 1º en la Copa España en Barcelona
- 1941
  - 1º en Florencia (detrás moto)
- 1943
  - Campeón de Italia de medio-fondo
- 1945
  - Campeón de Italia de medio-fondo

### Récords del mundo
- Récord del mundo de la hora amateur, con 42,029 km el 11 de octubre de 1929
- Récord del mundo del km lanzado, con 1' 01" 20, el 26 de mayo de 1937
- Récord del mundo del km con salida parada, con 1' 04" 40, el 17 de agosto de 1938
- Récord del mundo de los 5 km, con 6' 21", el 18 de agosto de 1938

### Resultados al Giro de Italia
- 1930. 17º de la clasificación general
- 1931. Abandona
- 1932. 33º de la clasificación general y vencedor de una etapa
- 1933. Abandona
- 1934. 22º de la clasificación general y vencedor de una etapa
- 1935. Abandona
- 1936. 42.º de la clasificación general y vencedor de una etapa
- 1937. Abandona. Vencedor de una etapa
- 1938. Abandona

### Resultados al Tour de Francia
- 1931. 30.º de la clasificación general y vencedor de una etapa (19 años , el más joven de la historia )
- 1933. Abandona (8ª etapa)